# Henri Delaunay
Henry Delaunay ( 15. lipnja 1883. – 9. studenog 1955.) bio francuski nogometni dužnosnik.
Nakon što je igrao za pariški tim "Etoile des Deux Lacs", postao je sudac, ali je odustao od toga nakon jednog incidenta za vrijeme utakmice između AF Garennea-Dovesa i ES Benevolencea, kada je progutao svoju zviždaljku i slomio dva zuba pošto je bio pogođen loptom u glavu.
Započeo je svoju administratorsku karijeru 1906. kada je postao predsjednik kluba "Étoile des Deux Lacs", a potom i glavni tajnik Francuskog međufederalnog komiteta, Comité français interfédéral (CFI), na čijim je temeljima nastao Francuski nogometni savez. Kada je CFI postao Savez 1919., on je ostao na svojoj poziciji.
Kao član FIFA-e, ostao je na ovom mjestu od 1924. do 1928. Zajedno s Jules Rimetom, bio je arhitekt FIFA-inog Svjetskog prvenstva. Također je bio među prvima koji su se zalagali za Kup Prvaka, već i 1920-im godinama.
Također je uveloko bio odgovoran za kreiranje EP-a, trofeja koji je kasnije po njemu dobio ime. Prvo prvenstvo je održano 1960.
Bio je generalni tajnik UEFA-e od sve do svoje smrti 1955. kada ga je naslijedio njegov sin Pierre Delaunay.